# Liga Regional Os Unidos de Vila Boim
Liga Regional Os Unidos de Vila Boim é uma instituição beneficente fundada em 11 de Setembro de 1955 em Lisboa, Portugal. Actualmente tem sede em Vila Boim, Elvas, Portugal, no edifício da Rua da Fonte nº 23 em Vila Boim,. Seus objetivos são a solidariedade e o bem-estar da população. 
Formada a Liga, foi encetada a tarefa de auxiliar as pessoas, através de atribuição de subsídios por doença, por funeral, por faltas de trabalho, para fazer face a necessidades básicas e outras, assim como ofertas e subsídios a Instituições, e a carenciados, principalmente na época natalícia. 
No início, dedicou-se, essencialmente, ao encaminhamento de pessoas para médicos, hospitais, empregos e habitação, quando se deslocavam de Vila Boim para Lisboa. 
Mais tarde e ao longo dos anos 60 e 70 do século passado, efectuou melhoramentos na Freguesia de Vila Boim, tais como, a compra do terreno e a construção do edifício para uma Creche em 1964, a colocação do Relógio na torre da Igreja em 1960, a construção de duas moradias e esgotos no Bairro S. João Baptista do Património dos Pobres em 1961, a construção de Sanitários Públicos no Rossio 25 de Abril, a colocação do Busto de Francisco António Braz na Praça da República em 1997 e ajuda financeira para a colocação do Coreto em 1961, Jardim e Parque Infantil em 1978, Dumper em 1974, além de ofertas de vários valores à Associação de Assistência de Vila Boim para a Creche e Centro de Dia e Lar da Terceira Idade, ao longo da sua existência.
A Creche, com o nome de “Infantário Francisco António Braz”, funciona no edifício que é património da Liga, a qual está a cargo da Segurança Social, através da Associação de Assistência de Vila Boim, desde os anos de 1967 e 1968.
A Liga colaborou, ainda, com a Junta de Freguesia de Vila Boim, na colocação da rede de água nos domicílios, rede de esgotos e edificação da toponímia em 1973.
A Liga promove convívios, anuais, como o Piquenique em Lisboa, Dia do Aniversário em diversos locais, Magusto pelo S. Martinho e outros, com o fim de unir os naturais de Vila Boim, que vivam longe da sua terra natal e assim manter os laços que ligam, tradições, usos e costumes.